# Prouscana
Prouscana is een geslacht van vliesvleugeligen uit de familie Trichogrammatidae. De wetenschappelijke naam van dit geslacht is voor het eerst geldig gepubliceerd in 2007 door Viggiani & Velasquez.

## Soorten
Het geslacht Prouscana is monotypisch en omvat slechts de volgende soort:
- Prouscana lineacalvata Viggiani & Velasquez, 2007